# Войтишек, Вацлав
Вацлав Войтишек (чеш. Václav Vojtíšek; 9 августа 1883, Прага — 22 августа 1974, там же) — чешский и чехословацкий историк, педагог, профессор Карлова университета (1928—1958), академик Чехословацкой АН (1952). Архивариус Пражского городского архива (1921—1940, 1945—1948). 
Специалист в области вспомогательных исторических дисциплин (дипломатики, геральдики, сфрагистики) и истории чешского города Прага. 

## Биография
В 1903—1907 годах изучал историю в пражском университете. Окончил Философский факультет Карлова университета.
Работал на факультете искусств Карлова университета (1921 — частный доцент, 1922–1924 — заместитель профессора, 1928–1935 — свободный экстраординарный профессор, 1935–1948 — свободный полный профессор, 1948–1959 — полный профессор вспомогательных исторических наук). 
С 1921 года — директор городского архива. В 1924‒1941 годах — государственный архивный инспектор Чехословакии. 
Во время оккупации его уволили из архива, но после войны вновь приняли на работу (вышел в отставку в 1949 году). После 1948 года он стал сторонником коммунистического режима. Свою деятельность сосредоточил на преподавательской деятельности, а после основания Чехословацкой академии наук стал одним из первых академиков, которым было поручено строительство архива, а в 1952–1968 годах — заведующим Центральным архивом Чехословацкой академии наук в Праге.
Похоронен на Вышеградском кладбище Праги.